# Pilotrichella sericea
Pilotrichella sericea là một loài Rêu trong họ Meteoriaceae. Loài này được Kindb. mô tả khoa học đầu tiên năm 1891.